# Marjana Marrasch

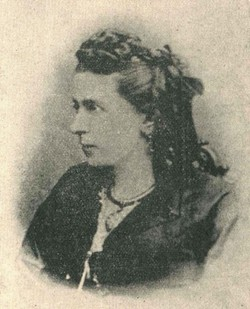
Marjana Marrasch.

Marjana bint Fathallah bin Nasrallah Marrasch (arabisch مريانا بنت فتح الله بن نصر الله مرّاش, DMG Maryānā b. Fatḥ Allāh b. Naṣr Allāh Marrāš; * 1848 in Aleppo; † 1919 ebenda), auch bekannt als Marjana al-Marrasch, war eine syrische Schriftstellerin und Dichterin zur Zeit der Nahda, der arabischen Renaissance.

## Leben
Marjana Marrasch wurde 1848 in Aleppo (Osmanisches Syrien) in eine alte und angesehene melkitische Familie geboren, die für ihre literarischen Interessen bekannt war. Ihr Vater, Fathallah Marrasch, hatte eine umfangreiche private Bibliothek, die ihn bei der Erziehung seiner drei Kinder Fransis, Abdallah und Marjana (alle drei wurden Schriftsteller) unterstützte.

Bereits 1870 begann Marjana Marrasch, Artikel für Zeitschriften zu schreiben. 1893 veröffentlichte Marjana Marrasch ihren Gedichtband Bint fikr.

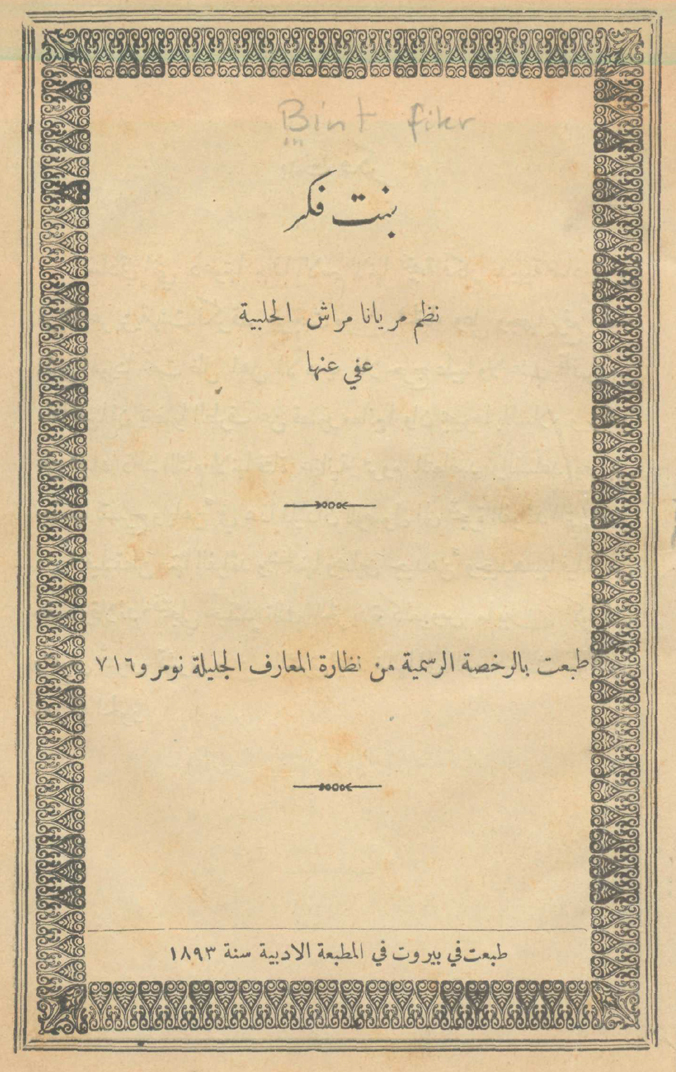
Bint fikr.

Sie hielt einen Salon.

## Werke
- Bint fikr, 1893.
- [Tārīḫ] [Sūriyā] al-ḥadīṯ.[6]

### Artikel
- „Šāmāt al-ğinān“, al-Ğinān, 1870.